# Masashi Oguro
Masashi Oguro (Toyonaka (Osaka, Japan), 4. svibnja 1980.) bivši je japanski nogometaš.

## Reprezentativna karijera
Za japansku reprezentaciju igrao je od 2005. do 2008. godine. Za japansku reprezentaciju odigrao je 22 utakmice postigavši 5 pogodaka.
S japanskom reprezentacijom Masashi Oguro je igrao na jednom svjetskom prvenstvu (2006.).

## Statistika
| Japan  | Japan | Japan |
| Godina | Nas.  | Gol.  |
| ------ | ----- | ----- |
| 2005.  | 15    | 5     |
| 2006.  | 6     | 0     |
| 2007.  | 0     | 0     |
| 2008.  | 1     | 0     |
| Ukupno | 22    | 5     |

## Vanjske poveznice
- National Football Teams
- Japan National Football Team Database